# Jürg Grossen
Jürg Grossen, né le 24 août 1969 à Frutigen (originaire de Kandergrund), est une personnalité politique suisse, membre des Vert'libéraux. 
Il est député du canton de Berne au Conseil national depuis décembre 2011 et président des Vert'libéraux depuis août 2017.

## Biographie
Jürg Grossen naît le 24 août 1969 à Frutigen, dans le canton de Berne. Il est originaire d'une autre commune bernoise, Kandergrund.
Planificateur en électricité et entrepreneur, il reprend avec un associé en 1994, à l'âge de 25 ans, le groupe de sociétés actif dans le domaine des installations électriques et de l'efficacité énergétique des bâtiments et du photovoltaïque dans lequel il travaillait après la mort de son patron.
Il est conseiller scolaire de l'école professionnelle d'Interlaken de 2001 à 2009[réf. nécessaire]. Il a le grade de soldat à l'armée.
Marié et père de trois enfants, il habite Frutigen.

## Parcours politique
Jürg Grossen vient à la politique sur le tard. Il adhère au Parti vert'libéral en 2008, à la création de la section bernoise.
Membre de la commission des constructions, des transports et de l'eau de Frutigen de 2010 à 2013, il est élu au Conseil national lors des élections fédérales de 2011, obtenant ainsi son premier mandat politique majeur. Il est réélu en 2015, 2019 et 2023. Il est membre de la Commission des transports et des télécommunications (CTT) jusqu'en 2019, puis membre de la Commission de l'économie et des redevances (CER).
Il est président des Vert'libéraux Thoune/Oberland bernois d'août 2009 à 2012, puis coprésident des Verts'libéraux du canton de Berne jusqu'en 2016. Il devient vice-président du parti national en 2016, puis président en août 2017.